# جيري دريك
جيري دريك (بالإنجليزية: Jerry Drake)‏ هو لاعب كرة قدم أمريكية أمريكي، ولد في 9 يوليو 1969 في كينغستون في الولايات المتحدة.

## وصلات خارجية
- جيري دريك على موقع مرجع كرة القدم المحترفة.كوم (الإنجليزية)